# Juliana Gaviria
Juliana Gaviria Rendón (nascida em 31 de março de 1991, em La Ceja) é uma ciclista colombiana. Gaviria competiu nos Jogos Olímpicos de Verão de 2012 e nos Jogos Pan-Americanos de 2015.